# Grace Abbott
Grace Abbott (ur. 17 listopada 1878 w Grand Island, zm. 19 czerwca 1939) – amerykańska pracownica socjalna działająca na rzecz poprawy sytuacji imigrantów z Europy południowej i wschodniej oraz na rzecz praw dziecka, w szczególności na rzecz zakazu pracy dzieci. Współpracowała z siostrą Edith Abbott (1876–1957) i Jane Addams (1860–1935), w latach 1921–1934 dyrektor federalnego Children’s Bureau.

## Życiorys
Grace Abbott urodziła się 17 listopada 1878 r. w Grand Island w stanie Nebraska. Córka Othmana A. Abbotta (1842–1935), prawnika i polityka i Elizabeth Griffin, dyrektorki liceum oraz młodsza siostra Edith Abbott (1876–1957). Dom Abbottów zapewniał środowisko stymulujące intelektualnie, kładące nacisk na czytanie, dyskusję i formalną edukację dla wszystkich 4 dzieci. Othman Abbott zachęcał Grace i jej starszą siostrę Edith Abbott do oglądania rozpraw sądowych i udziału w dyskusji politycznej. Pomimo nieustannych trudności finansowych Elizabeth Griffin Abbott (matka) nalegała, aby jej córki otrzymały najlepszą możliwą edukację. Wychowana jako kwakierka, Elizabeth była zarówno pacyfistką, jak i abolicjonistką. Zaszczepiła w swoich córkach wiarę w równość mężczyzn i kobiet oraz wagę sprawiedliwości społecznej. W późniejszym życiu Edith Abbott pamiętała, jak Grace często komentowała, że wpływ kwakrów był jednym z najważniejszych wpływów w jej życiu.
W 1898 r. ukończyła Grand Island College, po czym w latach 1899–1907 pracowała jako nauczycielka w Grand Island High School. W roku akademickim 1902/1903 zapisała się na University of Nebraska–Lincoln, a w 1906 r. uczęszczała do szkoły letniej University of Chicago. W 1907 r. przeprowadziła się do Chicago, gdzie w 1909 r. ukończyła studia z zakresu nauk politycznych na tamtejszym uniwersytecie.
W 1908 r. zamieszkała w Hull House, gdzie wraz z siostrą Edith Abbott rozpoczęła współpracę z reformatorką socjolog Jane Addams (1860–1935) na rzecz pokoju i praw wyborczych dla kobiet. Współpracowała z wieloma aktywistkami, m.in. z Sophonisbą Breckinridge (1866–1942), Florence Kelley (1859–1932) i Julią Lathrop (1858–1932). Aktywnie wspierała strajk pracowników zakładów tekstylnych w 1910–1911, uczestniczyła w kampanii sufrażystek w 1913 r. i towarzyszyła Jane Addams podczas Międzynarodowej Konferencji Kobiet w Hadze w 1915 roku.
Działała na rzecz poprawy sytuacji imigrantów z Europy południowej i wschodniej, przybywających w liczbie 1 miliona rocznie i postrzeganych przez wielu Amerykanów jako zagrożenie dla amerykańskiego stylu życia. W latach 1908–1917 prowadziła w Chicago organizację Immigrants’ Protective League. W 1911 r. odbyła podróż do Europy wschodniej, a w 1917 r. wydala swoje przemyślenia na temat imigracji w książce „The Immigrant and the Community”. Według Abott nowi imigranci wzbogacali Amerykę i zasługiwali na pomoc nie tylko ze strony organizacji charytatywnych, lecz przede wszystkim ze strony rządu federalnego – zadaniem rządu jest prowadzenie polityki integracyjnej, a nie ograniczanie imigracji. W 1912 r. zeznawała w Kongresie przeciwko wprowadzeniu testu sprawdzającego umiejętności czytania i pisania nowych imigrantów.
W 1917 r. Abbott objęła kierownictwo działu ds. pracy dzieci w federalnym Children’s Bureau. Po roku pracy złożyła rezygnację w proteście przeciwko wyrokowi Sądu Najwyższego, który przywrócił międzystanowy handel produktami pracy dzieci, obalając zakaz (Keating–Owen Act), nad którym pracowała Abbott i który został ustanowiony przez Kongres w 1916 roku. Abbott pracowała na rzecz wprowadzenia poprawki do Konstytucji zakazującej pracy dzieci.
W 1921 r. Abbott została dyrektorem Children’s Bureau, przyczyniając się m.in. do przyznania pomocy federalnej dla młodych matek – był to jeden z pierwszych federalnych programów pomocy społecznej. Pomagała tworzyć prawo o ubezpieczeniu społecznym Social Security Act z 1935 roku. W 1934 r. wątłe zdrowie zmusiło ją do zaprzestania pracy urzędniczej. Objęła profesurę ds. opieki społecznej na University of Chicago i zamieszkała z siostrą Edith. W latach 1934–1939 Abbott była edytorem czasopisma Social Service Review.
Abbott zmarła na gruźlicę 19 czerwca 1939 roku.

## Publikacje
- 1917 – The Immigrant and the Community
- 1938 – The Child and the State